# ایمن الخلیف
ایمن الخلیف (انگلیسی: Ayman Al-Khulaif؛ زادهٔ ۲۲ مهٔ ۱۹۹۷) بازیکن فوتبال اهل عربستان سعودی است.
وی همچنین در تیم ملی فوتبال عربستان سعودی بازی کرده‌است.